# Sojuz TMA-9
Sojuz TMA-9 (ryska: Союз ТMA-9) var en flygning i det ryska rymdprogrammet. Flygningen gick till Internationella rymdstationen. Farkosten sköts upp från Kosmodromen i Bajkonur med en Sojuz-FG-raket den 18 september 2006. Man dockade med rymdstationen den 20 september 2006. 
Den 10 oktober 2006 flyttades farkosten från akterporten på Zvezda-modulen till nadirporten på Zarja-modulen.
Efter att ha tillbringat 215 dagar i rymden lämnade farkosten rymdstationen den 21 april 2007. Några timmar senare återinträdde den i jordens atmosfär och landade i Kazakstan.
I och med att farkosten lämnade rymdstationen var Expedition 14 avslutad.

## Rymdturister
Flygningen hade en plats för en rymdturist, platsen innehades från början av Daisuke Enomoto, men av medicinska skäl ställdes hans deltagande in, och platsen togs av Anousheh Ansari, som härmed blev världens första kvinnliga rymdturist.
Rymdturisten Charles Simonyi landade med Sojuz TMA-9 efter att ha skjutits upp med Sojuz TMA-10.